# 沙托梅扬
沙托梅扬（法語：Châteaumeillant，發音：[ʃatomɛjɑ̃]），法国中部市镇，位于中央-卢瓦尔河谷大区谢尔省，隶属于圣阿芒蒙龙区，其市镇面积为42.48平方公里，2022年1月1日时人口数量为1,666人，在法国市镇中排名第6,438位（2022年）。
沙托梅扬位于谢尔省西南部，沙托鲁和蒙吕松之间的中点地带，其西侧与安德尔省接壤，是一个区域性的中心城市。

## 地名来源
根据当地市镇公共社区网站一篇文章的论述，“Châteaumeillant”一名可能与高卢时期的人物Meylan有关，后者的生平尚有待考证。法国大革命期间，沙托梅扬曾被更名为“Tell-le-Grand”，此后当地曾使用“Château-Meillant”作为官方名称拼写。

## 历史
沙托梅扬的早期历史尚不清楚。根据当地官方网站的论述，沙托梅扬始建于公元前三世纪。在公元前一世纪时，比图里格人将该城命名为“Médiolanum”并在此修建城墙，沙托梅扬成为一座面积达25公顷的奥皮杜姆。高卢战争期间，沙托梅扬可能在维钦托利的焦土政策下被烧毁。中世纪时，沙托梅扬附近出现葡萄酒种植园，当地领主在此修建封建城堡，其城镇以此向四周扩张。十一世纪时，沙托梅扬被代奥勒家族获得，其领主在此扩建城堡作为家族宅邸，此外同一时期沙托梅扬城内还先后建成了两座教堂。十六至十七世纪间，沙托梅扬城堡得到扩建。法国大革命后，沙托梅扬成为谢尔省的一个市镇，并自1793年起成为该省的一个县治。工业革命期间，途经沙托梅扬的沙托鲁—戈泽城铁路建成通车。自二十世纪初以来，沙托梅扬人口数量逐年下降。第二次世界大战期间，沙托梅扬曾出现抵抗运动组织，其中三名成员被纳粹德军杀害，战后当地建立了纪念碑。2009至2014年间，沙托梅扬曾被设立布瓦绍-马尔什市镇公共社区为的办公驻地。

## 地理

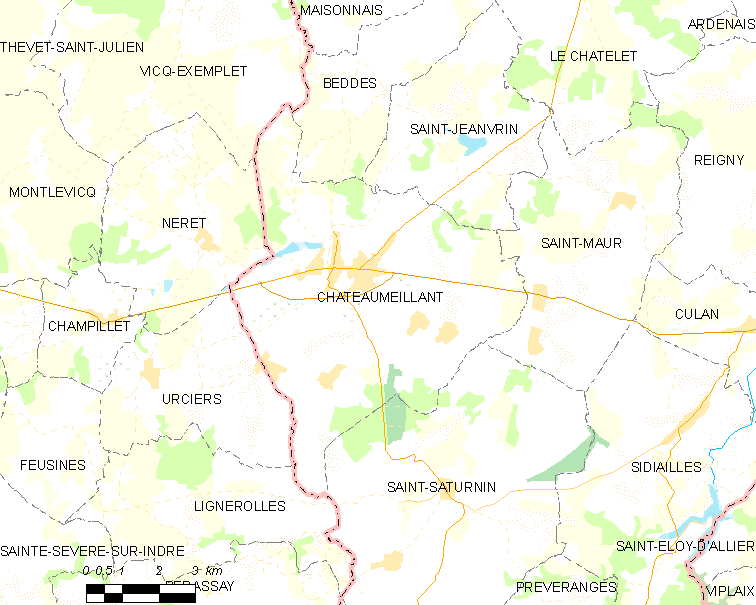
沙托梅扬市镇范围地图

沙托梅扬位于法国中部，中央-卢瓦尔河谷大区南部和谢尔省西南部，距离省会布尔日大约66公里。与沙托梅扬接壤的市镇包括：贝德、圣让夫兰、圣莫尔、圣萨蒂南、利涅罗勒、内雷、于尔西耶、维克埃克桑普莱。

### 地形
沙托梅扬位于南布瓦绍地区，境内以浅丘和缓丘为主，市镇中心位于一处南北走向的谷地地带，整体地势较为平坦，市镇南侧地势较高，全境海拔在212到388米之间。

### 水文
锡奈斯河自南向北流经沙托梅扬市区西侧，塞特丰溪（ruisseau de Sept Fonds）自南向北流经沙托梅扬市镇范围东部，此外市镇范围西部还有梅尔兰塘（Étang Merlin）。

### 植被
沙托梅扬属于温带阔叶混交林区，林地多分布于河流附近及坡地地带，市镇南端为马里泰森林（Forêt de Maritet），北端则为勒菲西贝树林（Bois du Fusibet）。
在鲜花城市的评比中，沙托梅扬被评为2星级鲜花城市。

### 自然灾害
沙托梅扬的地震危险度等级为2级，属于低危险；氡辐射等级为3级，属于高危险。1982至2025年7月间，沙托梅扬境内共发生13次有记录的自然灾害，其中3次洪涝，7次干旱。

### 气候
沙托梅扬在柯本气候分类法中属于温带海洋性气候（Cfb）。

## 行政区划
沙托梅扬的市镇编号为18057，邮政编号为18370。
在行政管理方面，沙托梅扬隶属于法国中央-卢瓦尔河谷大区谢尔省圣阿芒蒙龙区；在地方选举方面，沙托梅扬是沙托梅扬县的中央投票站所在地，其市镇范围全境被划入谢尔省第三选区；在社会管理方面，沙托梅扬是贝里大南市镇公共社区的组成部分。
截至2025年8月，沙托梅扬市镇范围内暂无任何安全优先街区及城市政策优先街区。
法国国家统计与经济研究所（简称“INSEE”）在进行数据统计时，未将沙托梅扬划入任何城市核心区（Unité urbaine）及城市辐射区（Aire d'attraction）。此外，INSEE还将沙托梅扬市镇整体看作一个“块区”（IRIS），以便于统计人口分布情况。

## 交通

### 公路
谢尔省省道D3线、D70线、D80线、D330线和D943线在沙托梅扬境内交汇。
2022年，55.3%的沙托梅扬家庭拥有至少一辆私人汽车。2023年，沙托梅扬境内共发生各类交通事故2起，造成1人遇难，2人重伤。

### 铁路
沙托梅扬位于沙托鲁—戈泽城铁路上，该铁路已废弃。
距离沙托梅扬最近的运营中的客运铁路车站为33公里外的圣阿芒蒙龙-奥尔瓦勒站，该站停靠往返于布尔日和蒙吕松一线的区域列车，部分班次可直通维耶尔宗及科芒特里。

### 航空
沙托梅扬距离沙托鲁机场的公路里程大约57公里。

### 城市公共交通
截至2025年8月，沙托梅扬暂无城市公共交通系统。

## 政治

### 市政内阁
沙托梅扬的现任市长为弗雷德里克·迪朗先生（Frédéric DURANT），他的党籍不详，在2020年的市政选举中获得了100%的支持率（无其他候选人）。
| 沙托梅扬历届市长       | 沙托梅扬历届市长                                | 沙托梅扬历届市长                   |
| 任期                   | 市长                                            | 党派                               |
| ---------------------- | ----------------------------------------------- | ---------------------------------- |
| （1947年以前资料暂缺） |                                                 |                                    |
| 1947年－1953年         | Maurice DELAIRE 莫里斯·德莱尔                   | RAD激进党                          |
| 1953年－1982年         | Georges Mallet DE VANDÈGRE 乔治·马莱·德旺代格尔 | SFIO工人国际法国支部 →PS社会党     |
| 1982年－1987年         | Georges DUMAS 乔治·迪马                         | UDF法国民主联盟 →CDS社会民主中心   |
| 1987年－1989年         | Georges MAGNIN-FEYSOT 乔治·马尼安-费索          | DVD右翼无党派人士                  |
| 1989年－1995年         | François PERROT 弗朗索瓦·佩罗                   | 不详                               |
| 1995年－2008年         | Georges MAGNIN-FEYSOT 乔治·马尼安-费索          | UMP人民运动联盟 →DVD右翼无党派人士 |
| 2008年－2019年         | Guy BERGERAULT 居伊·贝尔热罗                    | DVD右翼无党派人士                  |
| 2020年－               | Frédéric DURANT 弗雷德里克·迪朗                 | 不详                               |

### 各级选举
| 沙托梅扬历届投票选举结果 | 沙托梅扬历届投票选举结果 | 沙托梅扬历届投票选举结果 | 沙托梅扬历届投票选举结果 | 沙托梅扬历届投票选举结果               | 沙托梅扬历届投票选举结果 | 沙托梅扬历届投票选举结果 | 沙托梅扬历届投票选举结果               | 沙托梅扬历届投票选举结果 | 沙托梅扬历届投票选举结果 |
| 选举项目                 | 选举范围                 | 选区单位                 | 选区单位内的选举结果     | 选区单位内的选举结果                   | 选区单位内的选举结果     | 选区单位内的选举结果     | 选区单位内的选举结果                   | 选区单位内的选举结果     | 参考资料                 |
| 选举项目                 | 选举范围                 | 选区单位                 | 第一轮胜出者             | 第一轮胜出者                           | 支持率                   | 第二轮胜出者             | 第二轮胜出者                           | 支持率                   | 参考资料                 |
| ------------------------ | ------------------------ | ------------------------ | ------------------------ | -------------------------------------- | ------------------------ | ------------------------ | -------------------------------------- | ------------------------ | ------------------------ |
| 2017年法國總統選舉       | 法國                     | 市镇                     |                          | 玛丽娜·勒庞                            | 25.09%                   |                          | 埃马纽埃尔·马克龙                      | 59.33%                   | [ 19 ]                   |
| 2017年法国立法选举       | 谢尔省第三选区           | 市镇                     |                          | 洛伊克·凯尔夫朗                        | 32.86%                   |                          | 扬·加吕                                | 50.85%                   | [ 20 ]                   |
| 2019年欧洲议会选举       | 法國                     | 市镇                     |                          | 若尔丹·巴尔代拉                        | 32.54%                   | （不适用）               | （不适用）                             | （不适用）               | [ 21 ]                   |
| 2021年法国省级选举       | 谢尔省                   | 县                       |                          | 达尼埃尔·富雷 贝尔纳黛特·佩罗·迪布勒伊 | 34%                      |                          | 达尼埃尔·富雷 贝尔纳黛特·佩罗·迪布勒伊 | 52.83%                   | [ 22 ] [ 23 ]            |
| 2021年法国省级选举       | 谢尔省                   | 市镇                     |                          | 达尼埃尔·富雷 贝尔纳黛特·佩罗·迪布勒伊 | 37.61%                   |                          | 达尼埃尔·富雷 贝尔纳黛特·佩罗·迪布勒伊 | 52.26%                   | [ 22 ] [ 23 ]            |
| 2021年法国大区选举       |                          | 市镇                     |                          | 尼古拉·福里西耶                        | 31.36%                   |                          | 弗朗索瓦·博诺                          | 35.18%                   | [ 24 ]                   |
| 2022年法国总统选举       | 法國                     | 市镇                     |                          | 埃马纽埃尔·马克龙                      | 29.88%                   |                          | 埃马纽埃尔·马克龙                      | 50.81%                   | [ 25 ]                   |
| 2022年法国立法选举       | 谢尔省第三选区           | 市镇                     |                          | 洛伊克·凯尔夫朗                        | 37.88%                   |                          | 洛伊克·凯尔夫朗                        | 55.72%                   | [ 26 ]                   |
| 2024年欧洲议会选举       | 法國                     | 市镇                     |                          | 若尔丹·巴尔代拉                        | 43.34%                   | （不适用）               | （不适用）                             | （不适用）               | [ 17 ]                   |
| 2024年法国立法选举       | 谢尔省第三选区           | 市镇                     |                          | 皮埃尔·让蒂耶                          | 43.81%                   |                          | 洛伊克·凯尔夫朗                        | 50.97%                   | [ 27 ]                   |

## 人口
2022年，沙托梅扬市镇人口数量为1,666，在法国排名第6,438位。其中男性784人，女性919人，75岁及以上人口占21.6%，外籍人口数量为54人，人口密度为39人/平方公里，当地居民被称为（男性）或（女性）。2015至2021年间，沙托梅扬的人口增长率为–1.8%。2022年，沙托梅扬境内出生15人，死亡人口46人。
| 沙托梅扬1901年－2022年人口变化情况 |
|                                    |
| 数据来源：Cassini、INSEE           |

## 经济
沙托梅扬是一个区域性的中心城市。INSEE于2020年沙托梅扬将划入沙托鲁就业区（Zone d'emploi de Châteauroux），并又于2022年将其划入沙托梅扬生活区（Bassin de vie de Châteaumeillant）。截至2023年底，沙托梅扬市镇范围内共有活跃企业69家，其中11.6%的员工总数在9人及以下；按照产业分类，当地一、二、三产业占比分别为7.2%、18.8%和73.9%。（零售）是当地2023年已公布营业额最高的企业，为11,125,419欧元。

## 财政与居民收入
2023年，沙托梅扬的财政收入总额为2,210,370欧元，财政支出总额为2,291,760欧元，当年的债务总额为491,930欧元。 2023年，沙托梅扬市镇通过增值税获得13,180欧元的收入，此外当地还共获得了94,350欧元的国家直接财政补助。
| 沙托梅扬居民收入情况                                                                             | 沙托梅扬居民收入情况 | 沙托梅扬居民收入情况 | 沙托梅扬居民收入情况 |
| 内容                                                                                             | 沙托梅扬             | 谢尔省               | 法國                 |
| ------------------------------------------------------------------------------------------------ | -------------------- | -------------------- | -------------------- |
| 居民平均时薪                                                                                     | 不详                 | 14.6欧元（2022年）   | 17欧元（2022年）     |
| 高级职员人均时薪                                                                                 | 不详                 | 24.9欧元（2022年）   | 29.1欧元（2022年）   |
| 中级职员人均时薪                                                                                 | 不详                 | 16欧元（2022年）     | 16.6欧元（2022年）   |
| 普通职员人均时薪                                                                                 | 不详                 | 11.6欧元（2022年）   | 12.1欧元（2022年）   |
| 工人人均时薪                                                                                     | 不详                 | 12.3欧元（2022年）   | 12.5欧元（2022年）   |
| 贫困率                                                                                           | 不详                 | 14.7%（2021年）      | 14.5%（2021年）      |
| 青壮年（15至64岁）失业率                                                                         | 12.7%（2022年）      | 12.5%（2021年）      | 10.4%（2021年）      |
| 家庭总数                                                                                         | 839（2023年）        | 482（2022年）        | 1,160（2022年）      |
| 征税家庭数量占比                                                                                 | 33.4%（2023年）      | 49.2%（2022年）      | 44.8%（2022年）      |
| 家庭年均纳税                                                                                     | 1,746欧元（2024年）  | 2,452欧元（2022年）  | 4,481欧元（2022年）  |
| *注：INSEE未公布2,000人口以下市镇的部分经济数据 资料来源：INSEE、L'Internaute、Le Journal du Net |                      |                      |                      |

## 社会事务

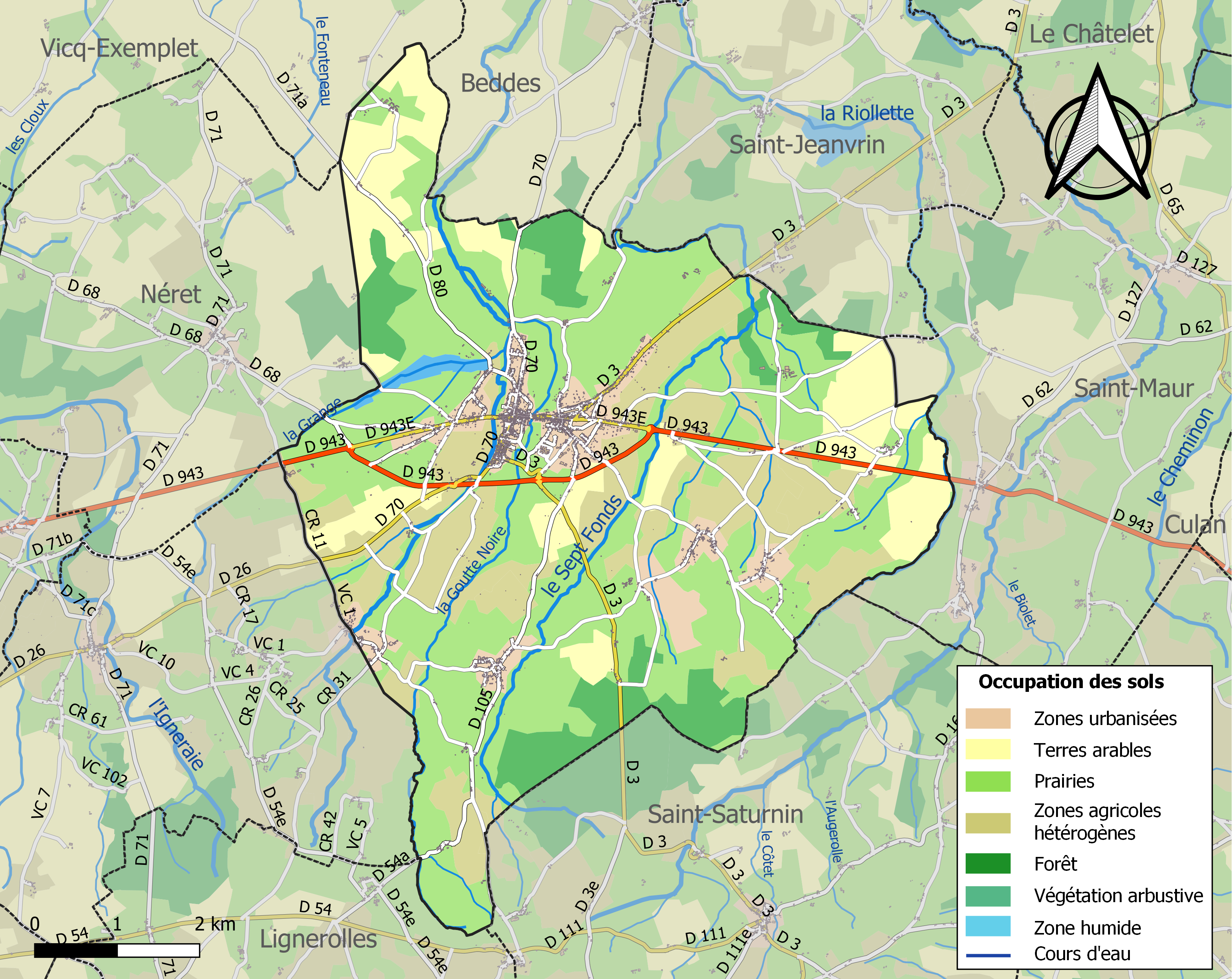
沙托梅扬土地利用情况地图

### 教育
沙托梅扬属于奥尔良-图尔学区。截至2023年1月1日，沙托梅扬境内共有1所幼儿园、1所小学和1所初级中学。2022至2023学年度，沙托梅扬境内共有在校中等教育阶段学生224名。

### 医疗
截至2023年1月1日，沙托梅扬境内共有全科医生1名、保健师3名、护士5名、药房1家、养老院1家。
距离沙托梅扬最近的区域性医疗机构为拉沙特尔中心医院（Centre Hospitalier de La Châtre），其主病区医院位于拉沙特尔市区南部，距离沙托梅扬市区的正常车程大约22分钟，该院设有床位128个。

### 住房
2022年，沙托梅扬境内共有各类住房1,330套，其中91.8%为独立式住宅，7.2%为集中式住宅。常住房屋占沙托梅扬市镇范围内居民建筑总量的64.0%。2024年，沙托梅扬的居住税率为14.48%，不动产税率为36.77%（其中空置土地的不动产税率为29.53%）。
在住房保障政策方面，2023年，沙托梅扬境内共有280户家庭获得了家庭津贴补助，受益人数占总人口数量的16.8%，其中130份为房租补助。

### 商业
2021年，沙托梅扬境内共有各类实体商铺53家，其中餐厅3家、大型超市2家、杂货店2家、面包房2家、肉铺1家、银行门店2家、美容美发店5家、汽车维修店3家。沙托梅扬市区南部建有一家Intermarché超市。

### 体育
2024年，沙托梅扬境内共有1家游泳池、1间体育馆、1座综合体育场、1处网球场、2处足球或橄榄球场以及1处篮球或排球场。
截至2025年8月，沙托梅扬-屈朗-勒沙特莱体育会（Union Sportive Châteaumeillant - Culan - Le Châtelet，编号504925）是沙托梅扬境内唯一的一家注册足球俱乐部，其主队2025至2026赛季参加谢尔省足球联赛乙组（法国第十级别），其位于沙托梅扬境内的主场为乔治·迪马球场（Stade Georges Dumas）。

### 环境
沙托梅扬的环境事务由其所属的贝里大南市镇公共社区联合各级政府协调负责。2021年，沙托梅扬境内共有1家污染企业。

### 治安
2021年，沙托梅扬市镇范围内有1处宪兵队。
2024年，沙托梅扬市镇范围内累计记录各类案件42起，其中盗窃类案件7起，人身侵犯类案件6起，毒品交易类案件1起。

## 文化

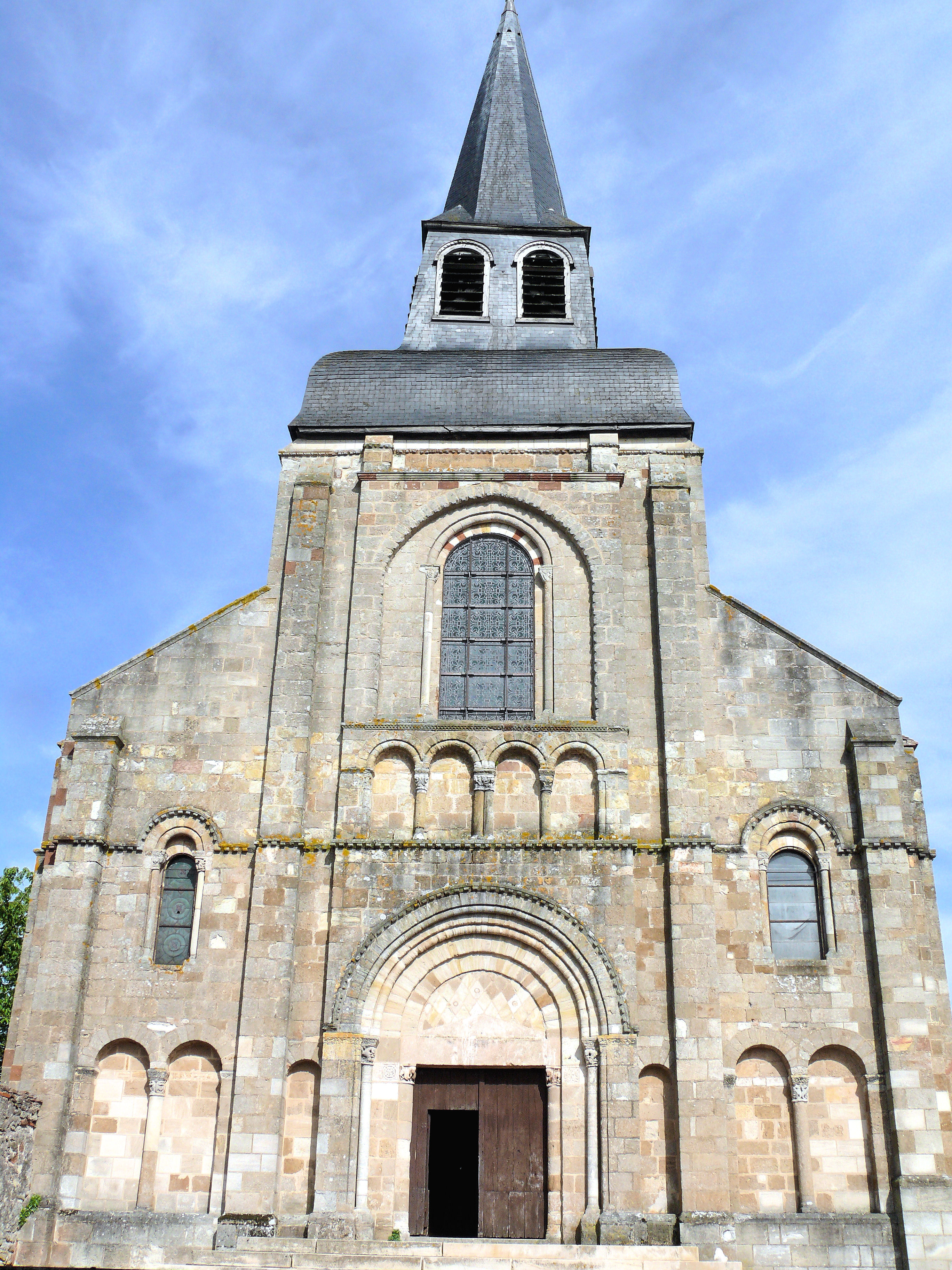
圣热内斯教堂

2024年，沙托梅扬境内共有1家博物馆。沙托梅扬境内建有市政图书馆（Bibliothèque municipale），每周一、三、五、六向公众开放。

### 建筑
截至2025年8月，沙托梅扬境内共有3处建筑被列入法国国家文物保护单位，包括小圣母教堂、圣热内斯教堂和埃米尔·谢农博物馆。

### 旅游
沙托梅扬的旅游事务由其所属的贝里大南市镇公共社区联合各级政府协调负责。2024年，沙托梅扬境内共有1家酒店共计7间房间；另有1个露营地，可容纳共40辆露营车。

### 媒体
法国主要的媒体均可在沙托梅扬接收，法国电视三台下属的中央-卢瓦尔河谷大区频道在部分时段播出沙托梅扬所在谢尔省的地方新闻。《贝里共和党人报》、Ici贝里、震动广播等是当地主要的地方性媒体。

## 友好城市
截至2025年8月，沙托梅扬暂未建立任何友好城市关系。